# Чебаркуль (озеро, Челябинская область)
Чебарку́ль — озеро в Чебаркульском районе Челябинской области России. Площадь озера составляет 19,8 км², площадь его водосборного бассейна — 169 км². На восточном берегу располагается город Чебаркуль. Объём воды — 0,154 км³.

## Описание
Расположено на восточном склоне Южного Урала на высоте 319,9 метра (абсолютная отметка поверхности озера в балтийской системе координат). Озёрная котловина тектонического происхождения, западная её часть более глубокая, чем восточная. Вода озера относится к гидрокарбонатному классу и имеет смешанный катионный состав. Колебания уровня не превышают 1,25 метра, наиболее высокие уровни в июне, замерзает в первой половине ноября, вскрывается в конце апреля или начале мая. Питание смешанное, с преобладанием снегового. Минерализация воды — 0,3679 грамма на литр.

## Гидрография
На озере большое количество лесистых островов. На озере есть несколько полуостровов — Крутик, Марьин, Сосновый, Семерик, Букаевка и несколько островов — Голец, Кораблик, Копейка, Два Брата (два острова), Липовый. На берегах озера располагаются базы отдыха и санатории.
В озеро впадают река Еловка (из озера Еловое), горная речка Кудряшевка, река Кундуруша (из озера Большой Еланчик). Из Чебаркуля вытекает река Коелга (бассейн Оби). В озере и на берегу есть действующие источники с родниковой водой.

## Ихтиофауна
Берега озера извилисты. Заливы называют «курьи». Это те места, где рыба мечет икру и выводится рыбья молодь. В озере обитает линь, карп, лещ, щука, окунь, ротан, плотва, ёрш, язь, карась, рипус, налим, судак, разводится сиг. Рыбалка на Чебаркуле весьма распространена, о чём говорит большое количество рыбаков в любое время года.

## Название
Названия озера и одноимённого города происходят из тюркского языка и означают — «Красивое, пёстрое озеро».
Кроме этого озера на Южном Урале есть ещё одноимённые озёра. Но описываемый Чебаркуль самый крупный из них и даёт название озёрной системе — Чебаркульской группе озёр.

## Падение в озеро метеорита
При падении осколков метеорита 15 февраля 2013 г. на озере в полутора километрах от берега образовался пролом во льду диаметром около 8 метров. Силами полиции он был оцеплен. Прибывшими 16 февраля 2013 года на место водолазами МЧС фрагменты метеорита на дне озера из-за толстого слоя ила и отложений найдены не были.
16 февраля на озеро Чебаркуль прибыла экспедиция Уральского федерального университета под руководством Михаила Ларионова. При себе группа имела письмо за подписью ректора В. А. Кокшарова, из которого следовало, что работа проводится по поручению Комитета по метеоритам РАН, а контролирует выполнение работ В. И. Гроховский. Несмотря на препятствия, чинимые полицией, группа Ларионова обследовала траекторию падения метеорита за пределами зоны оцепления. Учёные обнаружили первые 53 осколка метеорита, найденные компактно в радиусе 30 метров от оцепления. При последующих поисках с участием водолазов в озере Чебаркуль были обнаружены большой осколок и множество более мелких осколков суммарным весом несколько килограммов.
16 октября 2013 года из озера был поднят самый крупный кусок метеорита в 570 кг, который хранится в Краеведческом музее в Челябинске.